# Chanoines réguliers de la Mère de Dieu
Les chanoines réguliers de la Mère de Dieu, aussi appelés les chanoines de Lagrasse, forment une communauté religieuse catholique de chanoines réguliers, fondée en 1969.
Approuvé comme institut religieux de droit pontifical, la communauté est installée depuis 2004 en l'abbaye Sainte-Marie de Lagrasse, dans le diocèse de Carcassonne.
Elle est membre de la confédération des chanoines réguliers de saint Augustin, instituée par Jean XXIII en 1958.

## Chanoines réguliers
Les chanoines réguliers sont des religieux, en majorité prêtres, vivant en communauté sous la règle de saint Augustin dans un monastère, voués à l’apostolat et à la célébration de la liturgie.
L'office divin est pour eux une charge de tradition immémoriale, ce que le pape Jean-Paul II a rappelé aux chanoines confédérés en 1984 : « Vous êtes chargés, en tant que chanoines, du culte divin solennel de l'Église, qui consiste principalement dans la célébration chorale de la liturgie des Heures et de l’Eucharistie, vous souvenant que la liturgie est le sommet auquel tend l’action de l'Église, et en même temps, la source d’où découle toute sa force. »
Les chanoines réguliers de la Mère de Dieu font partie de la confédération des chanoines réguliers de saint Augustin érigée par Jean XXIII le 4 mai 1959, par sa lettre apostolique Caritatis Unitas, qui regroupe différentes congrégations canoniales suivant la règle de saint Augustin.

## Histoire
En 2021, une quarantaine de chanoines à Lagrasse et une vingtaine de chanoinesses à Azille composent l'institut. Ils sont dirigés par l'abbé Emmanuel-Marie, âgé de 62 ans, né Marc Lefébure du Bus, qui a succédé en 2006 au père Wladimir de Saint-Jean, fondateur de la communauté. 

### Les chanoines réguliers de la Mère de Dieu

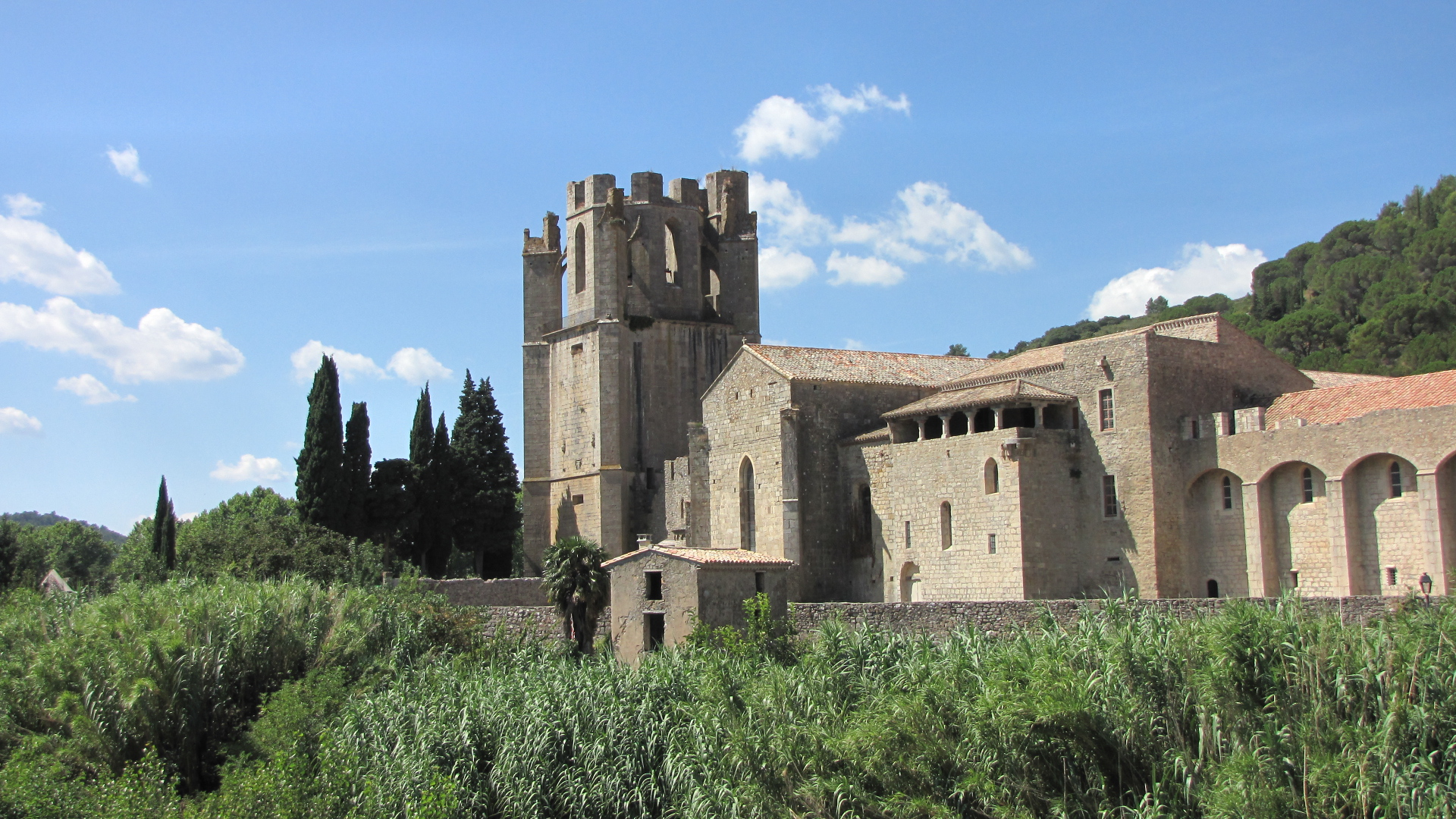
Abbaye de Lagrasse.

Fondée en 1969, la communauté est d'abord installée à Moissac pendant une quinzaine d'années puis à Gap au monastère du Saint-Cœur de Notre-Dame. En 1997, Rome élève la communauté au rang d'abbaye de droit pontifical. Leur supérieur reçoit la bénédiction abbatiale des mains du cardinal Paul Augustin Mayer en la basilique Saint-Paul-hors-les-murs de Rome.
En 2004, la maison mère de la communauté déménage à l'abbaye Sainte-Marie de Lagrasse, située aux portes du village médiéval de Lagrasse, dans le département de l'Aude. L'abbaye est divisée en deux parties depuis la Révolution. La première, qui comprend notamment le dortoir et la chapelle de l'abbé, est la propriété du Conseil général de l'Aude. C'est la seconde, comprenant l'église, le cloître, les bâtiments conventuels du XVIIe siècle et le jardin que rachètent les chanoines, avec le soutien de donateurs et l'appui de l'évêque de Carcassonne, Jacques Despierre. En très mauvais état, les bâtiments sont alors progressivement restaurés par les chanoines, en partenariat avec les Monuments historiques, grâce à des dons.
Fin 2014, la communauté compte 34 membres, dont 26 profès perpétuels et 16 prêtres.

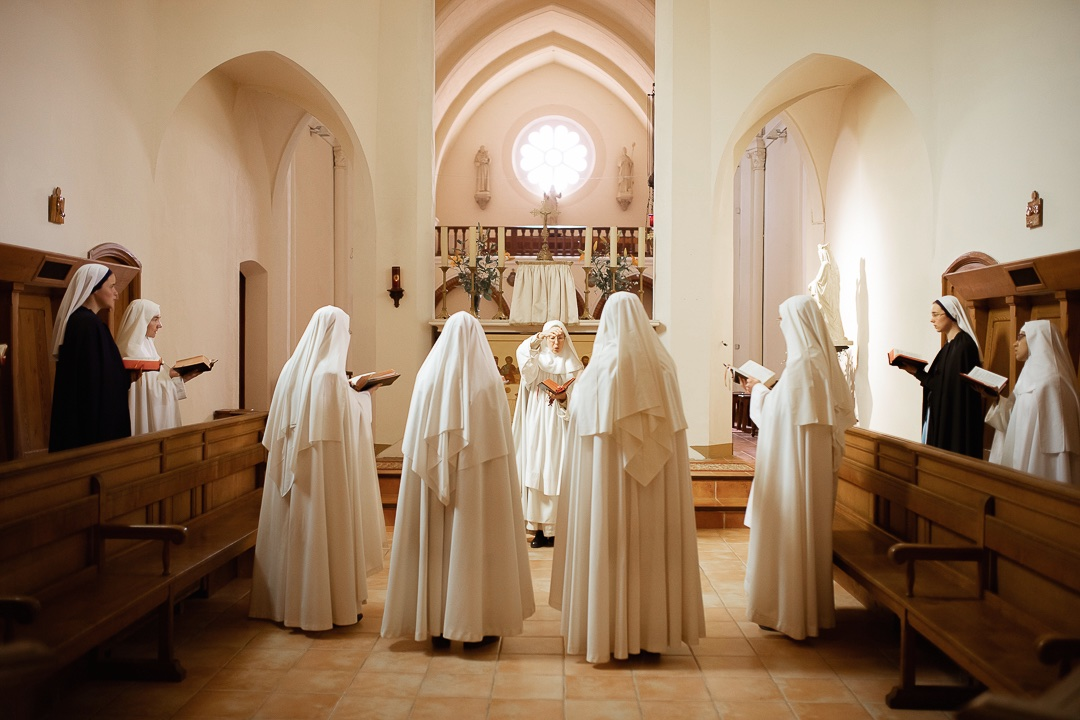
Chanoinesses de la Mère de Dieu à l'office des vêpres.

Un ouvrage collectif, Trois jours et trois nuits : le grand voyage des écrivains à l'abbaye de Lagrasse, coordonné par Nicolas Diat, auquel participent notamment Sylvain Tesson, Frédéric Beigbeder, Franz-Olivier Giesbert, rassemble en 2021 des récits de séjours dans l'abbaye. Il suscite une controverse en raison de ses accents identitaires,,.
Selon le quotidien La Croix, des défis sont posés par l'intégration des chanoines au niveau local : « Ils prennent à partir de l’abbaye des initiatives qui rayonnent sur le territoire et nécessitent donc d’être coordonnées avec le diocèse » selon son évêque Bruno Valentin.
En mai 2023, les chanoines lancent leur bière d’abbaye. Après la bière de l’abbaye Saint-Wandrille en Normandie, Lagrasse devient ainsi la seconde abbaye française ayant sa propre bière produite par des religieux,.
Le 11 octobre 2023, la communauté est installée à Pau par Marc Aillet, évêque de Bayonne. Ils y accompagnent l'ensemble scolaire Immaculée-Conception,.
En avril 2024, le joueur de volley-ball Ludovic Duée, capitaine du club Saint-Nazaire Volley-Ball Atlantique devenu champion de France, annonce prendre sa retraite et rentrer à l’abbaye de Lagrasse dans l’objectif d’y devenir chanoine,.
En mai 2024, la communauté s'exprime sur les abus de son fondateur. En 2006, plusieurs frères font appel à Alain Planet, évêque de Carcassonne, qui demande au père Wladimir de démissionner en raison de sa double vie, de ses nombreux abus d’autorité et de ses comportements manipulateurs. Deux frères rapportent des sollicitations sexuelles qui conduisent en 2009 à un procès canonique, où l’abbaye se porte tierce partie, et propose à chaque membre de témoigner. À l'issue du procès, le père Wladimir est reconnu coupable d’abus d’autorité et de fautes contre la chasteté et est renvoyé de la communauté. Ce dernier a « démissionné en 2006 officiellement pour « raisons de santé » ; il a en réalité été écarté pour abus spirituels et sexuels sur des frères de sa propre communauté » et interdit de tout ministère ecclésiastique par la justice canonique. Il meurt le 6 février 2023 après avoir été depuis 2016 oblat à l'abbaye d'En-Calcat où il était assigné. La communauté annonce faire l'objet d'une visite apostolique, à sa demande, menée par Benoît-Dominique de La Soujeole, religieux dominicain et par Françoise Mathieu, abbesse de Rosans, pour « accompagner (sa) croissance, répondre aux questions actuelles et résoudre les difficultés de ces dernières années », à savoir les dissensions liées à l'héritage de son fondateur.

### Les chanoinesses régulières de la Mère de Dieu
En 2000, une communauté de religieuses est érigée en monastère de droit pontifical sous le nom des chanoinesses régulières de la Mère de Dieu.
Le Saint-Siège, en 2001, réunit dans une même association la famille canoniale les deux communautés, sous l'autorité de l'abbé de Lagrasse, tout en permettant aux religieuses de conserver leur autonomie.
En 2008, les religieuses établissent leur monastère Mater Dei à Azille, à trente kilomètres au nord de Lagrasse. En 2015, leur monastère accueillait près de vingt religieuses.

## Liturgie
Les chanoines réguliers de la Mère de Dieu ont obtenu d'utiliser les livres liturgiques de 1962 pour tout ce qui concerne la messe et l'office canonial, selon les modalités du motu proprio Ecclesia Dei. Ils célèbrent donc les offices dans la forme extraordinaire du rite romain, et en chant grégorien.